# Gitara akustyczno-elektryczna

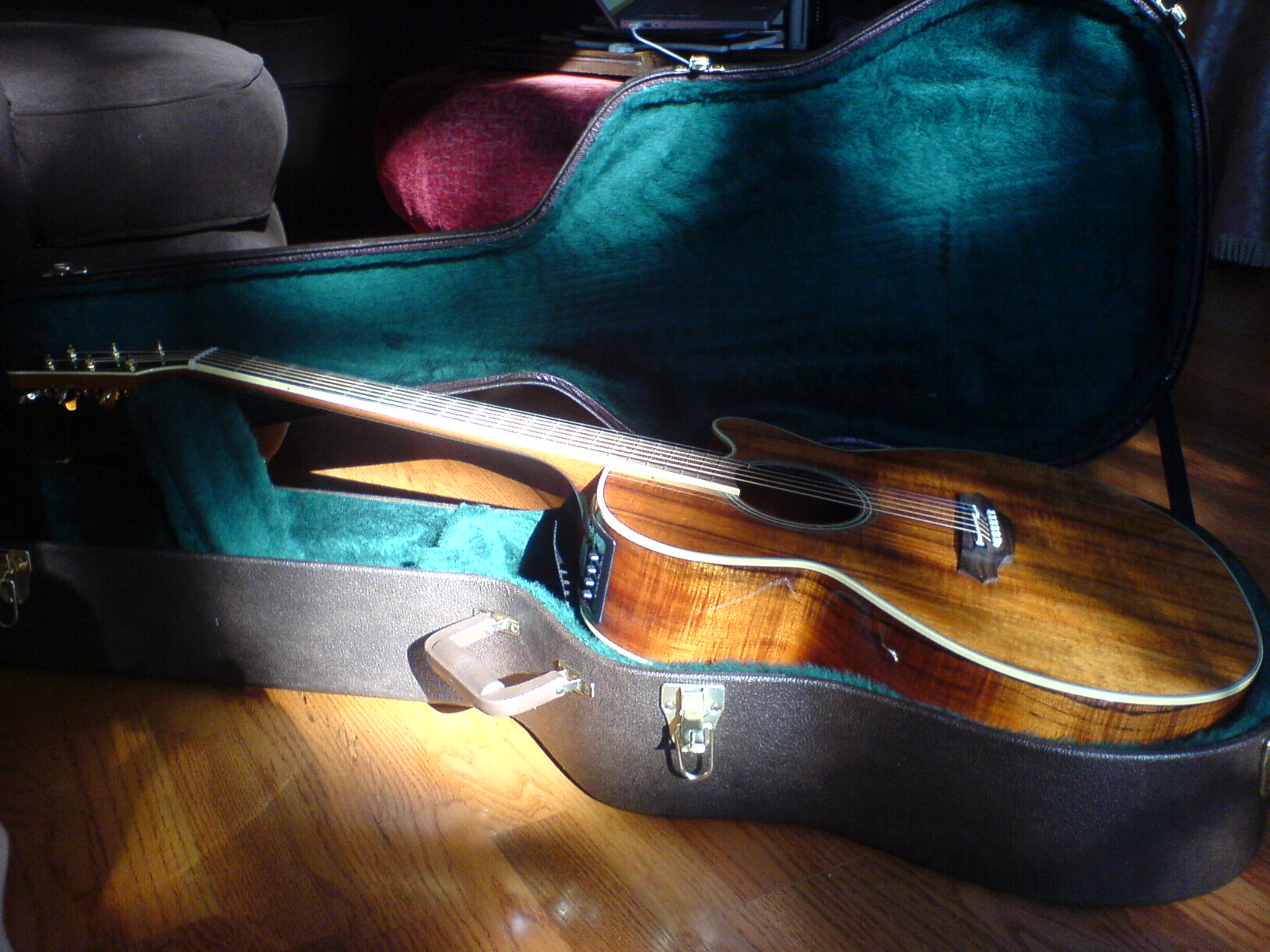
Gitara elektroakustyczna Takamine EF508KC w futerale

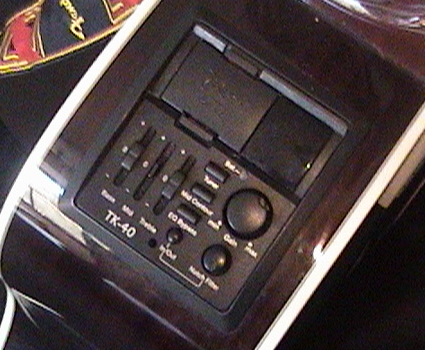
Przedwzmacniacz wbudowany w gitarę elektroakustyczną Takamine TK-40

Gitara akustyczno-elektryczna (także gitara elektroakustyczna) – gitara akustyczna wyposażona dodatkowo w mikrofon, przetwornik piezoelektryczny lub przetwornik magnetyczny.
Gitary elektroakustyczne są najczęściej wyposażone w przetworniki piezoelektryczne. Wbudowany w gitarę przedwzmacniacz jest zwykle wyposażony w korektor graficzny (do 6 pasm) i zasilany przez baterię. Ze względu na łatwość podłączenia do systemu nagłośnieniowego (nie wymagają mikrofonów), gitary te są często stosowane na koncertach lub innych spotkaniach.
Gitary elektroakustyczne są często wykorzystywane w muzyce folkowej i czasami klasycznej.